# Romain (prénom)
Pour les articles homonymes, voir Romain.
Cette page présente le prénom Romain ainsi que ses variantes.
Romain est un prénom masculin.

## Sens et origine du nom
Romain est un prénom masculin, popularisé en France par le culte médiéval de saint Romain de Condat, abbé dans le Jura, ainsi que celui d'autres saints homonymes. Ce personnage, qui vécut aux IVe et Ve siècles, portait un surnom relativement populaire dans l'empire romain à cette époque. Il s'agit en effet d'un fréquent cognomen, en l'occurrence un surnom ethnique issu du latin romanus « romain » . Cet adjectif a également désigné, par extension tardive de sens, un citoyen de l'Empire romain, homme de culture romaine ou byzantine. La fête est le 28 février.

## Variantes
- français : Romain
- allemand : Roman
- anglais : Roman
- espagnol : Román
- hongrois : Román
- italien : Romano
- poitevin : Romans, Reman, Rouman
- polonais : Roman
- russe : Роман (Roman)
- slovaque : Roman
- slovène : Roman
- suédois : Roman
- tchèque : Roman
- ukrainien : Роман (Roman)

- Formes féminines : Romane, Romaine.

## Popularité du nom
Le prénom Romain est l'un des plus utilisés en France[réf. nécessaire].

## Romain comme nom de personne ou prénom

### Saints
Il y a de nombreux saints appelés Saint Romain :
- Romain de Condat (+ 460), moine et abbé avec son frère Lupicin sur le site de l'actuelle ville de Saint-Claude (fête le 28 février, c'est ce jour que Romain décida de se consacrer à Dieu, à l'âge de 35 ans).
- Romain le Mélode, auteur supposé de l'hymne acathiste (fête le 1er octobre).

### Prénom
- Romain Alessandrini, footballeur français
- Romain Bardet, cycliste français
- Romain Danzé, footballeur français
- Romain Duris, acteur français
- Romain Fournillier, pilote automobile français
- Romain Gary, écrivain français, deux fois lauréat du Prix Goncourt, notamment sous le pseudonyme d'Émile Ajar
- Romain Gavras, réalisateur et metteur en scène de courts-métrages
- Romain Goupil, cinéaste français
- Romain Grosjean, pilote automobile français
- Romain Mesnil, perchiste français
- Romain Ntamack,  joueur international français de rugby à XV
- Roman Polanski, réalisateur franco-polonais
- Romano Prodi, Président du conseil italien, de centre-gauche, ancien président de la Commission européenne
- Juan Román Riquelme, international argentin de football
- Romain Rolland, écrivain français, lauréat du Prix Nobel de Littérature
- Francis Romain Wodié, homme politique ivoirien
- Romain Rousselle, rugbyman belge

- Pour l'ensemble des articles sur les personnes portant ce prénom, consulter :
  - la liste des articles dont le titre commence par ce prénom
  - les listes produites par Wikidata : Liste des personnes de prénom « Romain » — même liste en incluant les éventuels prénoms composés qui contiennent « Romain ».